# Helmut Marko

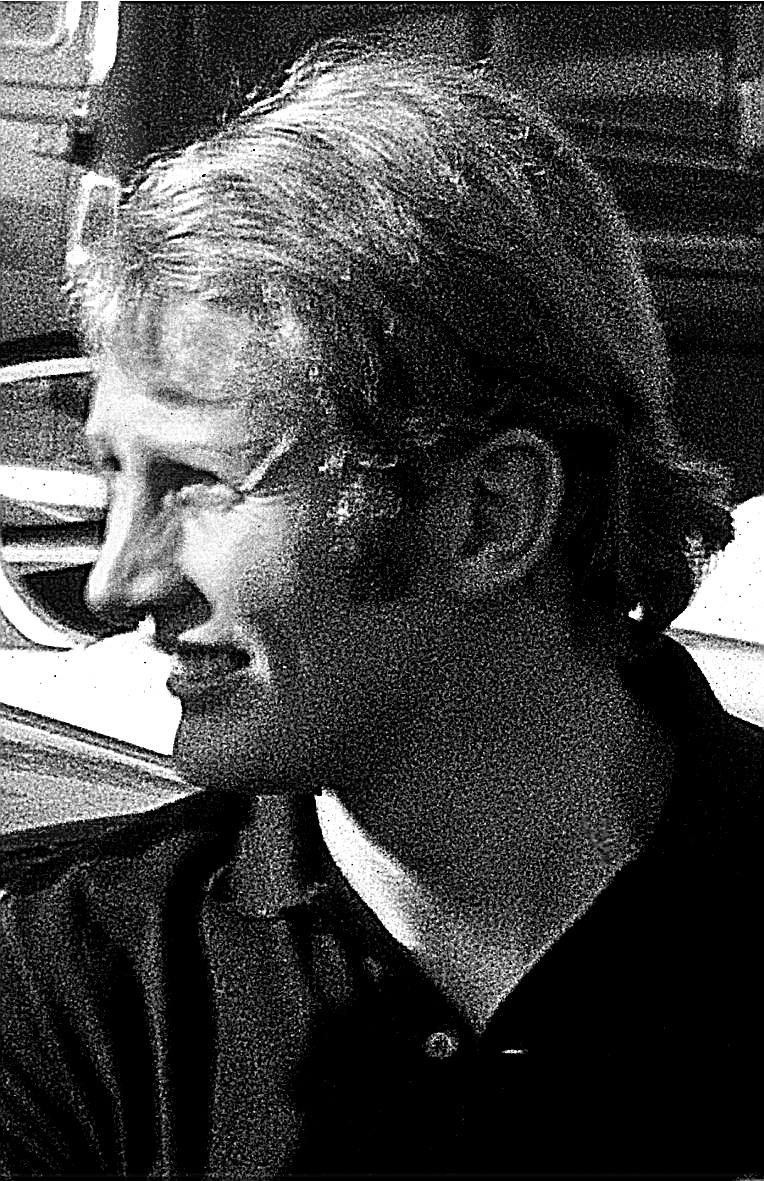
Helmut Marko (1970)

Helmut Marko (Graz, 27 april 1943) is een voormalig Formule 1-coureur uit Oostenrijk.
Marko reed tussen 1971 en 1972 tien grands prix voor de teams BRM en Ecurie Bonnier, maar scoorde geen punten. Hij won de 24 uur van Le Mans in 1971 samen met de Nederlander Gijs van Lennep. Hierin zetten zij een afstandsrecord neer: 5335,313 kilometer, een gemiddelde snelheid van 222,304 kilometer per uur. Pas in 2010 werd dit record verbeterd door Audi-coureurs Mike Rockenfeller, Timo Bernhard en Romain Dumas, die 5410,710 km aflegden. Hij was een vriend van voormalig wereldkampioen en landgenoot Jochen Rindt.
Marko promoveerde in de rechtsgeleerdheid in 1967 en mag de titel "Doktor der Rechte" voeren ("mr.dr." in het Nederlands). Hij bezit drie hotels in Graz – het Schlossberghotel. Kai 36  en Augartenhotel. Hij was manager van twee Oostenrijkse rijders, Gerhard Berger en Karl Wendlinger, gedurende enkele jaren voordat hij "RSM Marko" in 1989 opzette, een raceteam dat deelnam in de Formule 3 en de Formule 3000; het team wisselde naar de naam Red Bull Junior Team vanaf 1999.
Vanaf 1999 geeft hij leiding aan het "Red Bull driver development program", waarin hij rijders als Sebastian Vettel, Daniel Ricciardo en Max Verstappen bijstond in hun entree naar de Formule 1. Sinds 2005 is hij adviseur van Red Bull Racing.